# Mioza
Mioza je zožitev zenice. Razlogi za to so lahko različni; pri povečani jakosti svetlobe je to normalen fiziološki pojav, lahko pa je posledica patoloških procesov in okoliščin, na primer izpostavljenosti mikrovalovom, nekaterim zdravilom (zlasti opiatom) ...
Nasproten pojav, razširjenje zenice, se imenuje midriaza.

## Fiziologija pupilarnega refleksa
Zenice se pri osvetlitvi očesa zožajo zaradi pupilarnega refleksa. Svetloba, ki vstopi v oko, vzdraži troje različnih fotoreceptorjev na mrežnici: čepnice (občutljive za barvo) in paličnice (občutljive za svetlobo) ter nedavno odkrite fotosenzitivne ganglijske celice. Slednje so odgovorne za posredovanje informacije o osvetljenosti okolice; odzovejo se počasneje od čepnic in paličnic. Signal, ki se sproži v ganglijskih celicah, ima tri vloge: akutno zaviranje hormona melatonina, vzdrževanje cirkadianega ritma in uravnavanje velikosti zenice.
Svetlobni dražljaj se v fotoreceptorjih pretvori v električni impulz. Živci, ki sodelujejo pri širjenju/ožanju zenice, gredo v medmožgane in pri tem obidejo lateralno genikulatno telo talamusa in primarno vidno skorjo. Iz pretektalnega jedra v medmožganih nevroni pošiljajo svoje aksone v Edinger-Westphalovo jedro, katerega visceromotorni aksoni potekajo vzdolž okulomotornih živcev. Visceromotorni aksoni (ki tvorijo del možganskega živca III skupaj s somatomotornimi nevroni iz Edinger-Westphalovega jedra) delajo sinapse s ciliarnimi ganglijskimi nevroni, katerih parasimpatični aksoni oživčujejo konstriktorno mišico šarenice, ki povzroči miozo. 

## Vzroki

### Starost
S starostjo narašča tveganje za pojav patološke mioze.

### Bolezni
- Hornerjev sindrom (skupek simptomov zaradi motenj simpatičnega oživčenja obraza);
- Pancoastov tumor (rak pljučnega vršička (apeksa), ki povzroči motnje navzgornjih simpatičnih živčnih poti, ki sicer povzročijo širjenje zenice);
- krvavitev v pons (most) možganskega debla;
- glavobol v rojih s ptozo (povešenimi vekami);
- iridociklitis.

### Zdravila
- Opioidi, kot so kodein, fentanil, morfin, heroin in metadon;
- antipsihotiki, vključno s haloperidolom, torazinom, olanzapinom, kvetipinom ...;
- holinergične učinkovine za zdravljenje alzheimerjeve bolezni /karbahol, neostigmin, pilokarpin ...) in živčni plini;
- nekatera zdravila proti raku, npr derivati kampotecina;
- mirtazapin (antidepresiv);
- trazodon;
- nekateri zaviralci MAO;
- organofosfati.